# كوتابارو
كوتابارو هي مدينة تقع في إقليم كليمنتان الجنوبية في إندونيسيا.
بلغ سكانها 53.739 نسمة حصب إحصاءات عام 2023.